# Balluru, Alur
Balluru là một làng thuộc tehsil Alur, huyện Hassan, bang Karnataka, Ấn Độ.